# Luis Carlos Heinze
Luis Carlos Heinze (Candelária, 14 de septiembre de 1950) es un político brasileño.  Se desempeña como senador federal de Brasil en representación de su estado natal de Río Grande del Sur. Anteriormente se desempeñó en la Cámara de Diputados de 1999 a 2019 y fue alcalde de São Borja de 1993 a 1996.

## Primeros años
Heinze nació de Darcy Volnier Heinze y Cecy Therezinha Seckler. Nacido en el seno de una familia de ascendencia alemana, está casado con Sandra María Batista Heinze. Es miembro de la Iglesia Evangélica Luterana de Brasil. Obtuvo el título de ingeniero agrónomo por la Universidad Federal de Santa María.

## Carrera
Durante su periodo como diputado votó a favor de la moción de juicio político contra la entonces presidenta Dilma Rousseff. De igual forma votó a favor de una investigación de corrupción similar sobre el sucesor de Rousseff, Michel Temer. En 2017 votó a favor de las reformas laborales brasileñas.
Junto con Paulo Paim, Heinze fue elegido para el senado federal del estado de Rio Grande do Sul en las elecciones generales brasileñas de 2018.

## Opiniones
Heinze es conocido en Brasil por su fuerte defensa del derecho a portar armas, que ha sido un tema central en sus campañas electorales.
En una audiencia pública realizada en el municipio de Vicente Dutra en noviembre de 2013, Heinze dijo que los "quilombolas, indios, gays, lesbianas" son "todo lo que no es bueno". En febrero de 2014 estos comentarios fueron publicados en los diarios nacionales, aunque Heinze se mantuvo firme en sus palabras y dijo que lo decía en serio. También dijo que apoyaba la formación de una milicia privada.
El 7 de diciembre de 2013, Heinze fue el orador en un evento en Campo Grande sobre la aprobación de una legislación que legaliza la organización de milicias para proteger los asentamientos de los pueblos nativos. En su discurso, Heinze criticó a Gilberto Carvalho, diciendo que su oficina era un "nido de indios, negros, desterrados, gays y lesbianas". Más tarde, Heinze afirmó que sus comentarios se hicieron en el calor del momento. Como resultado de estos comentarios, la ONG internacional en defensa de los derechos de los pueblos indígenas, Survival International calificó a Heinze como el "racista del año".